# Complot de tiroteo masivo en Halifax
El complot del tiroteo masivo de Halifax fue un evento que ocurrió principalmente entre el 12 de febrero de 2015 y el 14 de febrero de 2015. La policía fue alertada de tres personas, identificadas como Lindsay Souvannarath, Randall Shepherd y James Gamble, que supuestamente estaban conspirando para cometer un asesinato en masa en el centro comercial Halifax . Souvannarath y Shepherd fueron arrestados y condenados por conspiración para cometer asesinato, mientras que Gamble fue encontrado muerto por una herida de bala autoinfligida poco después de enterarse de la inminente investigación policial.

## Detalles
El 12 de febrero de 2015, la Real Policía Montada de Canadá (RCMP) en Halifax, Nueva Escocia, Canadá, recibió un aviso a través de Crime Stoppers de que tres personas planeaban en cometer una masacre en el centro comercial de Halifax . Dos de los sospechosos, Randall Steven Shepherd, de 20 años, de Timberlea, y Lindsay Kanittha Souvannarath, de 23 años, de Geneva, Illinois, tenían acceso a armas de fuego y se presentaban como una amenaza. 
Temprano en la mañana del 13 de febrero, la policía vigiló la casa dúplex de Gamble en Timberlea, un pequeño suburbio en las afueras de Halifax. Después de que los padres de Gamble abandonaron la casa y fueron interrogados por la policía, la policía entró a la casa y encontró al tercer sospechoso de la trama, James Lee Rushton Gamble, de 19 años, fallecido por una herida de bala autoinfligida.  En la casa también se encontraron tres rifles.  Al mismo tiempo, la policía arrestó a Souvannarath y Shepherd en el aeropuerto internacional de Halifax Stanfield . Shepherd se encontraba con Souvannarath, la novia en línea de Gamble, cuando ella llegó de Estados Unidos.  Un joven de 17 años de Cole Harbor fue arrestado a las 11:00 a. m., pero poco después fue puesto en libertad debido a una determinación de la que no tenía idea ni participación en el complot. La policía se enteró de que la intención del trío era entrar en un lugar público y abrir fuego, intentando matar al mayor número posible de personas, antes de dispararse a sí mismos el 14 de febrero (día de San Valentín). Más tarde se reveló que el lugar era el centro comercial Halifax en Mumford Road. 
Shepherd y Souvannarath enfrentaron cargos de conspiración para asesinato, conspiración para cometer incendio intencional, conspiración para utilizar armas con fines peligrosos y transmisión ilegal de amenazas a través de las redes sociales. 

## Sospechosos
Souvannarath, Shepherd y Gamble se conocieron por primera vez en el sitio web GameFaqs,   pero colaboraron a menudo en Tumblr, donde compartían una obsesión por la muerte, los crímenes reales y las imágenes nazis. El blog de Gamble incluía imágenes de los nazis y la masacre de Columbine High School,  junto con fotografías de armas de la Segunda Guerra Mundial, y Shepherd contenía publicaciones relacionadas con bandas de death / black metal y sangre, mientras que en el blog de Souvannarath, titulado «Escuela Shooter Chic; la violencia es estética», hizo muchas alusiones a los acontecimientos de asesinatos en masa y caos ocurridos en el mes de febrero y varios meses antes, intercalados con comentarios antisemitas en yuxtaposición con publicaciones de conjuntos de fotografías de la moda japonesa en su fondo rosa pastel. Souvannarath también mostró un inmenso enamoramiento con Varg Vikernes, más conocido como el único miembro del proyecto de black metal Burzum, quien ha sido acusado de ser un nacionalista blanco y anteriormente cumplió una sentencia de prisión de 21 años por asesinato e incendio provocado.  El 5 de febrero de 2015, Gamble reblogueó una foto que Souvannarath publicó en Tumblr que decía «Valentine's Day, it's going down», (El día de San Valentín, se va a arruinar/está bajando) insinuando el posible tiroteo.  

## Cargos
A partir del 19 de febrero de 2015, Shepherd y Souvannarath enfrentaban cargos de conspiración para cometer asesinato, conspiración para cometer incendio provocado, posesión ilegal de armas con fines peligrosos contra el público y amenazas en las redes sociales.  Aparecieron ante el tribunal el 6 de marzo, pero no pidieron libertad bajo fianza. Los procedimientos judiciales preliminares continuaron el 10 de abril   
El 22 de noviembre de 2016, Shepherd se declaró culpable en la Corte Suprema de Nueva Escocia del cargo de conspiración para cometer asesinato y fue sentenciado a 10 años de prisión, menos los 974 días de tiempo ya cumplido.  Se esperaba que Souvannarath fuera a juicio en mayo de 2017 por cargos de conspiración para cometer asesinato y conspiración para cometer incendio intencional, pero se declaró culpable en abril.  El 20 de abril de 2018 fue condenada a cadena perpetua sin posibilidad de libertad condicional durante diez años.  Souvannarath apeló su sentencia, argumentando que era «defectuosa y manifiestamente dura y excesiva», sin embargo la apelación fue denegada el 29 de mayo de 2019. 

## Entrevista en prisión y aparición en podcast de Lindsay Souvannarath
Mientras cumplía cadena perpetua por su papel en el complot del tiroteo masivo de Halifax, en 2019, Souvannarath dio su primera entrevista desde su arresto al aparecer en The Night Time Podcast, un podcast con sede en Halifax que se centra en el crimen, los misterios y las historias poco convencionales de Canadá.   
En la serie de podcasts de siete partes, Souvannarath habló con franqueza sobre su vida, su radicalización neonazi,  su relación con James Gamble, la planificación del complot del tiroteo y los acontecimientos que rodearon sus arrestos en el aeropuerto de Halifax. 